# Anticongelant

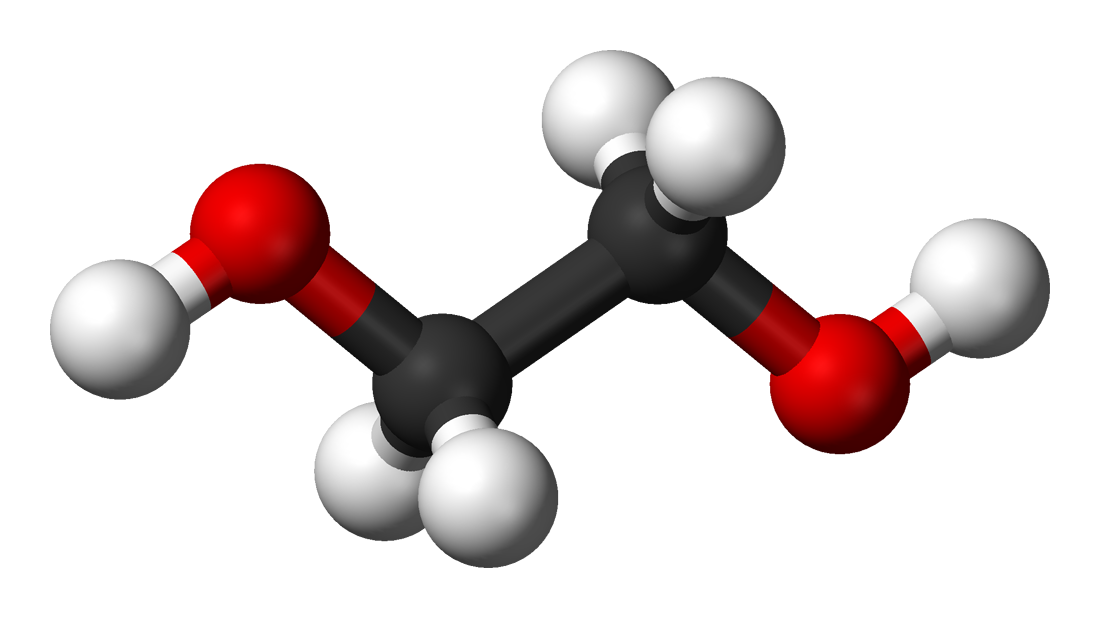
Estructura de l'etilenglicol (negre carboni, blanc hidrogen, vermell oxigen)

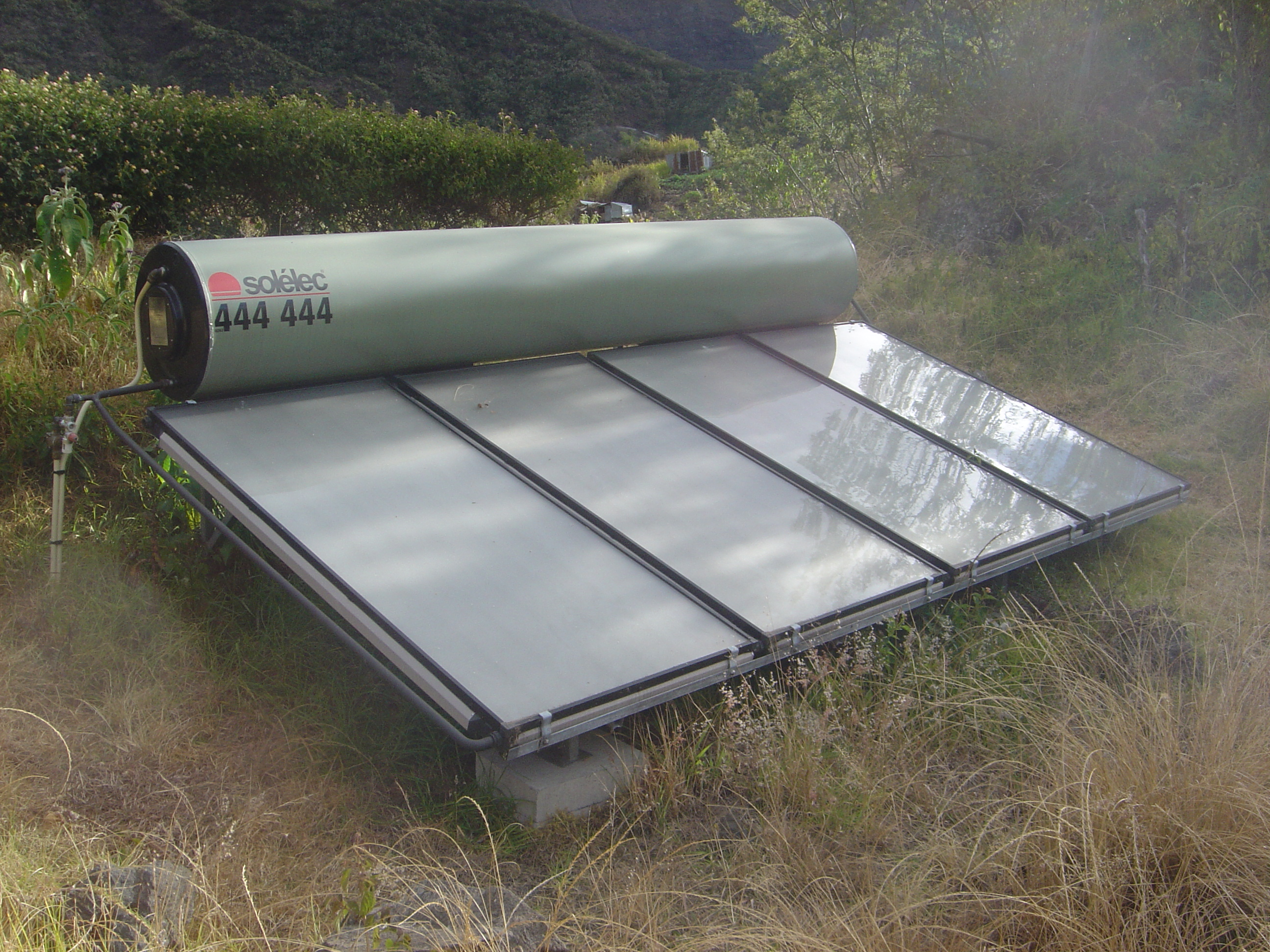
Panells solars per a producció d'aigua calenta. Incorporen propilenglicol en el circuit primari per evitar la congelació

Un anticongelant és una substància que hom afegeix a un líquid —generalment aigua— per rebaixar-li el punt de congelació, aprofitant el fenomen del descens crioscòpic.
Les característiques dels anticongelants són: alta constant crioscòpica, estabilitat química, miscibilitat amb l'aigua, calor específica elevada, capacitat anticorrosiva, baix coeficient de dilatació, baixa volatilitat i ininflamabilitat. Els anticongelants més emprats són alguns alcohols (metanol, etanol, glicerol, propilenglicol) i el clorur de calci. L'ús més estès dels anticongelants és per a evitar la congelació de l'aigua en circuits exposats a baixes temperatures. Així l'anticongelant més emprat és l'etilenglicol, però és tòxic, per la qual cosa només s'empra en circuits de refredament dels motors de combustió interna exposats a baixes temperatures. En canvi el propilenglicol no és tòxic i s'empra en els sistemes d'obtenció d'aigua calenta domèstica, com ara els panells solars, i no hi ha perill si es produeixen fuites que passin a l'aigua calenta sanitària.